# George Croghan
George Croghan (Dublin, v.1718-Passyunk (Pennsylvanie), 31 août 1782) est un homme d'affaires et homme politique irlando-américain.

## Biographie
Arrivé en Pennsylvanie en 1741, il devient le plus important négociant en fourrure de la colonie. Il entretient des liens de confiance avec les Indiens et implante des comptoirs dans leurs villages.
Il apprend le mohawk et le delaware et joue un rôle déterminant lors de la Troisième Guerre intercoloniale (1744-1748), sortant ruiné du conflit. Il devient alors conseiller aux affaires indiennes de William Johnson à New York.
En 1764, il se bat à Londres pour obtenir du territoire en Pennsylvanie et obtient 40 km2. Il rentre alors en Amérique mais est gravement blessé lors d'une attaque des indiens en 1765, dans le cadre de la rébellion de Pontiac. Capturé, il parvient toutefois à devenir leur conseiller diplomatique.

## Bibliographie

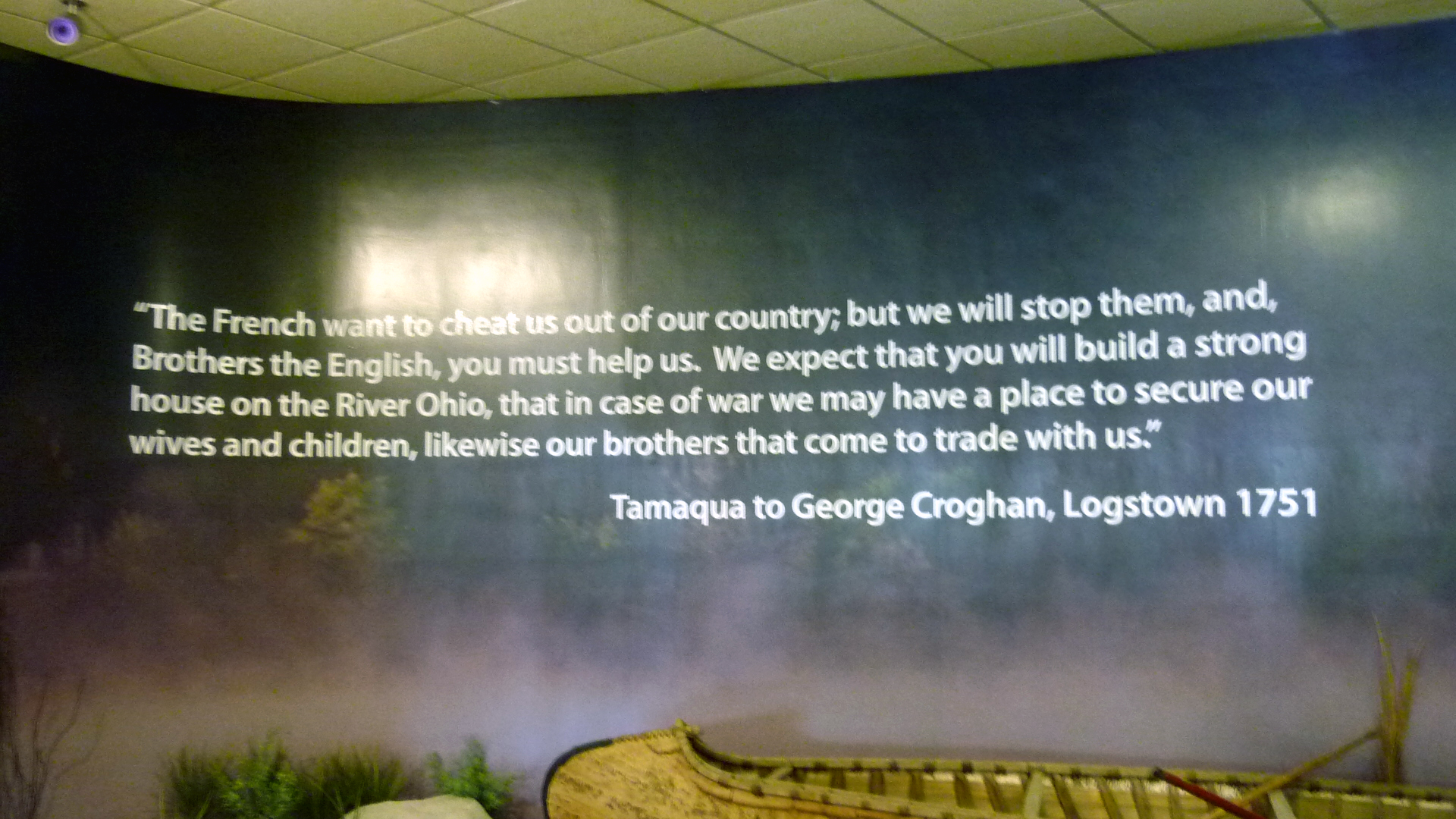